# Lolland International School
Lolland International School er en international grundskole i Maribo med undervisning på engelsk og dansk. Skolen er oprettet af Lolland Kommune i 2021 som et særligt element i kommunens folkeskoletilbud til ikke mindst udenlandske familier, der er bosat i kommunen, blandt andet som følge af det store Femern Bælt-byggeprojekt. Skolen er derfor også kendt som Danmarks første internationale folkeskole.

## Baggrund
Lolland Kommune besluttede i oktober 2020 at oprette en international skole i Maribo. Formålet var at give et tilbud til børn fra såvel danske som udenlandske familier med undervisning på både dansk og engelsk i et internationalt miljø. Skolen prioriterer især tilflytterfamilier, ikke mindst familier, der kommer til Danmark for at arbejde på byggeriet af Femern Bælt-forbindelsen. Kommunen så også den nye skole som en mulighed for at tiltrække nye indbyggere til kommunen, der har været præget af et faldende befolkningstal.
Skolen åbnede for elever i august 2021. Skolens første leder er Dominic Maher, der oprindelig er australier, men har arbejdet på andre internationale skoler i Danmark i en del år. Skolen blev officielt indviet den 24. august 2021, hvor bl.a. daværende kronprinsesse Mary (senere dronning Mary) deltog i åbningsceremonien.

## Skolens dagligdag
Skolen startede med 50 elever, men voksede hurtigt til det oprindeligt satte maksimale antal på 100. Lolland Kommune udvidede derpå tallet til 120 elever, og efter flere udvidelser rummede skolen i november 2024 ca. 175 elever.
Eleverne var i september 2023 inddelt i seks klasser, der tilsammen dækkede 0. til 9. klassetrin. En klasse omfattede dermed typisk to årgange.
Undervisningen i matematik, naturvidenskab og engelsk foregår på engelsk, mens den øvrige undervisning foregår på dansk. I fagene med undervisning på dansk følges folkeskolens mål og læseplaner, og undervisningen fører frem til Folkeskolens afgangsprøve. I fagene med undervisning på engelsk skal eleverne også tage eksamensfagene på dansk som led i Folkeskolens afgangsprøve, men skolen følger samtidig læseplanen fra den internationalt anerkendte Cambridge Assessment International Education (Cambridge-modellen).

## Lovgrundlag
Skolen indgår som en del af Lolland Kommunes samlede folkeskoletilbud, og undervisningen er gratis. Lovgivningsmæssigt er skolens grundlag dog ikke den almindelige folkeskolelov, men loven om kommunale internationale grundskoler (kaldet KIG-loven), der blev vedtaget af Folketinget i 2015.

## Inspiration for andre skoler
Oprettelsen af Lolland International School og skolens første år blev betegnet som succesfuld og har ført til planer om lignende tiltag andre steder. Det gælder således i Kalundborg Kommune, hvor der er blevet lavet planer om en lignende kommunalt oprettet international grundskole. På Maribo Gymnasium blev der i 2024 med direkte inspiration fra Lolland International School udbudt en delvis engelsksproget studieretning "Global Studies", så grundskolens elever fik mulighed for at fortsætte deres skolegang under lignende vilkår på det lokale gymnasium.